# Trémouille
Pour les articles homonymes, voir Trémouille (homonymie).
Trémouille, Tremoulho en auvergnat, (Tremolha en occitan) est une commune française située dans le département du Cantal, en région Auvergne-Rhône-Alpes.

## Géographie

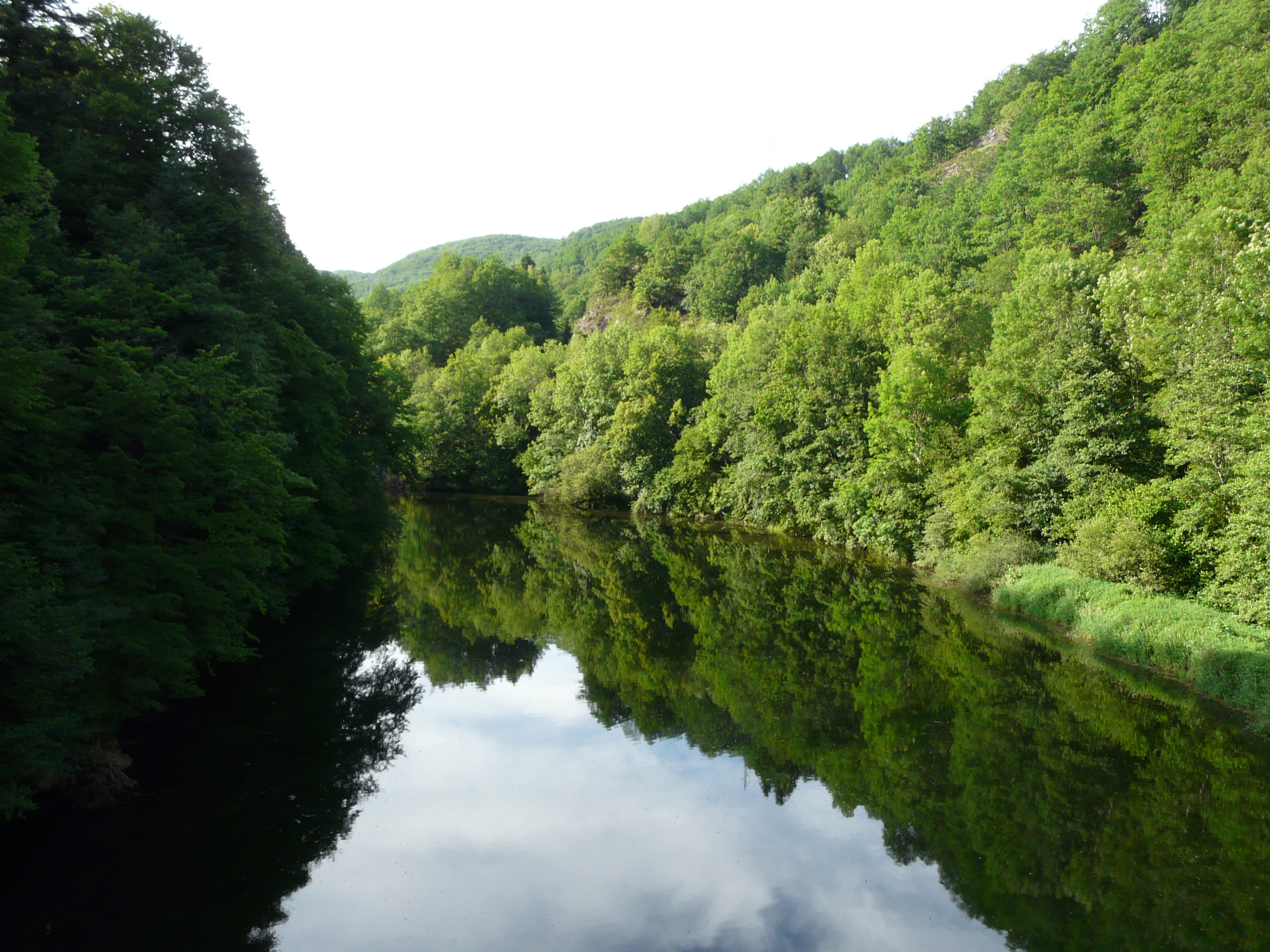
La retenue du barrage de Vaussaire sur la Rhue entre Trémouille (à droite) et Saint-Étienne-de-Chomeil.

La commune est bordée au sud par la Rhue, au-sud-est par son affluent, le ruisseau de Gabacut, et au nord par le Tact, affluent de la Tarentaine. Elle est également arrosée par le Taurons, un autre affluent de la Rhue. Le nord du territoire communal recèle plusieurs importantes retenues d'eau, qui se déversent les unes dans les autres, soit par des galeries enterrées, soit par des déversoirs : le lac du Tact, le lac de la Crégut, l'étang de la Crégut, le lac du Taurons et le plus étendu : le lac de Lastioulles. Ces retenues sont utilisées pour déverser l'eau dans le barrage de Vaussaire sur la Rhue, lui-même alimentant en eau la centrale hydroélectrique de la Rhue, au niveau du barrage de Bort-les-Orgues.

### Communes limitrophes
| Champs-sur-Tarentaine-Marchal |               | Saint-Genès-Champespe (Puy-de-Dôme) |
|                               | Trémouille    |                                     |
| Saint-Étienne-de-Chomeil      | Saint-Amandin | Montboudif                          |

### Climat
Pour des articles plus généraux, voir Climat d'Auvergne-Rhône-Alpes et Climat du Cantal.
En 2010, le climat de la commune est de type climat de montagne, selon une étude du CNRS s'appuyant sur une série de données couvrant la période 1971-2000. En 2020, Météo-France publie une typologie des climats de la France métropolitaine dans laquelle la commune est exposée à un climat de montagne ou de marges de montagne et est dans la région climatique  Ouest et nord-ouest du Massif Central, caractérisée par une pluviométrie annuelle de 900 à 1 500 mm, maximale en automne et en hiver. 
Pour la période 1971-2000, la température annuelle moyenne est de 9,3 °C, avec une amplitude thermique annuelle de 15,3 °C. Le cumul annuel moyen de précipitations est de 1 254 mm, avec 12,9 jours de précipitations en janvier et 8,5 jours en juillet. Pour la période 1991-2020, la température moyenne annuelle observée sur la station météorologique de Météo-France la plus proche, « Riom-Montagnes »sur la commune de Riom-ès-Montagnes à 10 km à vol d'oiseau, est de 9,7 °C et le cumul annuel moyen de précipitations est de 1 221,4 mm,. Pour l'avenir, les paramètres climatiques de la commune estimés pour 2050 selon différents scénarios d'émission de gaz à effet de serre sont consultables sur un site dédié publié par Météo-France en novembre 2022.

## Urbanisme

### Typologie
Au 1er janvier 2024, Trémouille est catégorisée commune rurale à habitat très dispersé, selon la nouvelle grille communale de densité à 7 niveaux définie par l'Insee en 2022.
Elle est située hors unité urbaine et hors attraction des villes,.

### Occupation des sols
L'occupation des sols de la commune, telle qu'elle ressort de la base de données européenne d’occupation biophysique des sols Corine Land Cover (CLC), est marquée par l'importance des forêts et milieux semi-naturels (50,4 % en 2018), en diminution par rapport à 1990 (51,4 %). La répartition détaillée en 2018 est la suivante : 
forêts (49,4 %), prairies (37,8 %), zones agricoles hétérogènes (6 %), eaux continentales (5,8 %), milieux à végétation arbustive et/ou herbacée (1 %). L'évolution de l’occupation des sols de la commune et de ses infrastructures peut être observée sur les différentes représentations cartographiques du territoire : la carte de Cassini (XVIIIe siècle), la carte d'état-major (1820-1866) et les cartes ou photos aériennes de l'IGN pour la période actuelle (1950 à aujourd'hui).

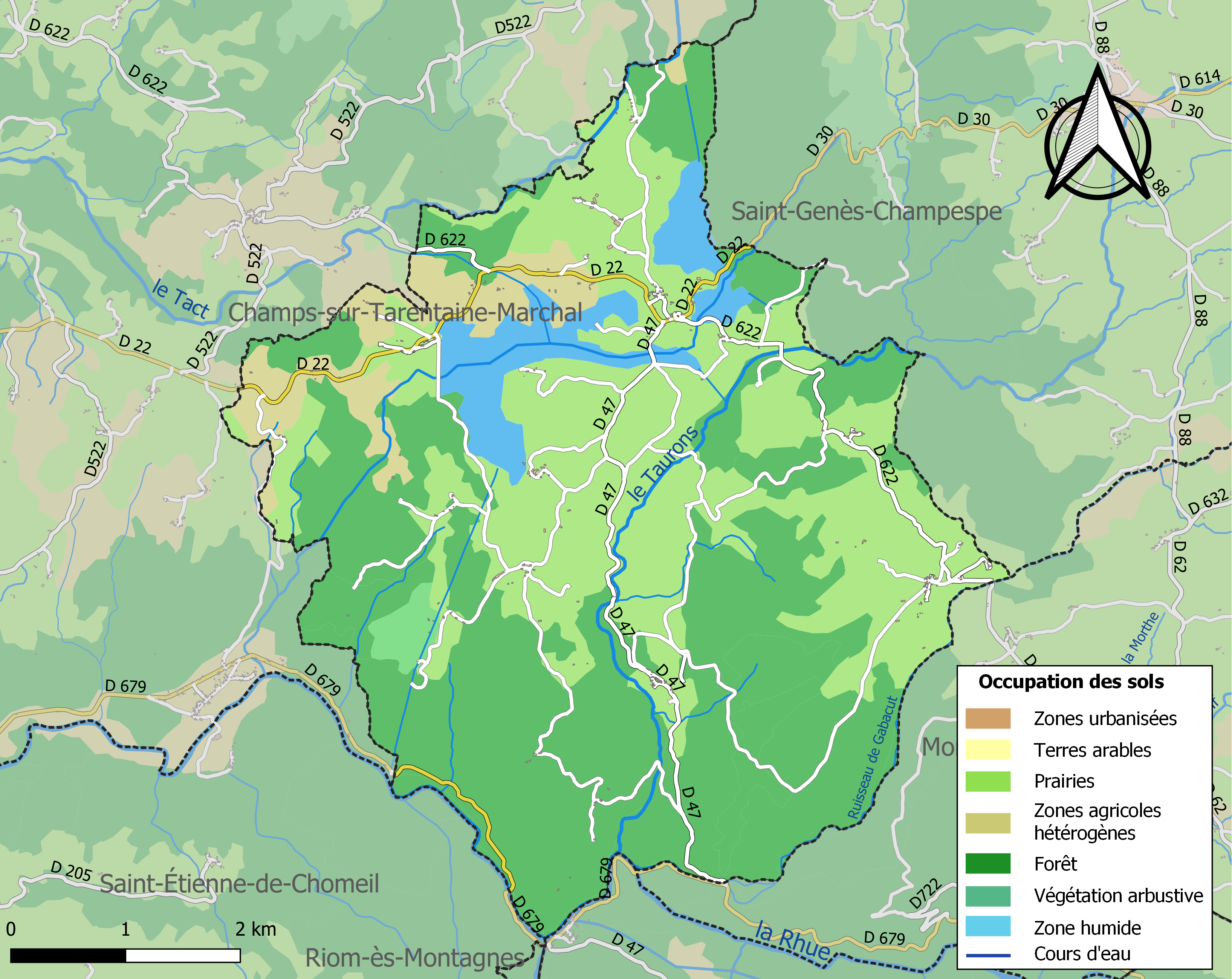
Carte des infrastructures et de l'occupation des sols de la commune en 2018 (CLC).

### Habitat et logement
En 2018, le nombre total de logements dans la commune était de 247, alors qu'il était de 241 en 2013 et de 232 en 2008.
Parmi ces logements, 41,5 % étaient des résidences principales, 45,5 % des résidences secondaires et 13 % des logements vacants. Ces logements étaient pour 93,9 % d'entre eux des maisons individuelles et pour 6,1 % des appartements.
Le tableau ci-dessous présente la typologie des logements à Trémouille en 2018 en comparaison avec celle du Cantal et de la France entière. Une caractéristique marquante du parc de logements est ainsi une proportion de résidences secondaires et logements occasionnels (45,5 %) supérieure à celle du département (20,4 %) et à celle de la France entière (9,7 %). Concernant le statut d'occupation de ces logements, 81,6 % des habitants de la commune sont propriétaires de leur logement (85,1 % en 2013), contre 70,4 % pour le Cantal et 57,5 pour la France entière.
| Typologie                                               | Trémouille | Cantal | France entière |
| ------------------------------------------------------- | ---------- | ------ | -------------- |
| Résidences principales (en %)                           | 41,5       | 67,7   | 82,1           |
| Résidences secondaires et logements occasionnels (en %) | 45,5       | 20,4   | 9,7            |
| Logements vacants (en %)                                | 13         | 11,9   | 8,2            |

## Toponymie
Le nom de Trémouille est une francisation maladroites de l'auvergnat Tremoulho qui  veut dire lieu avec des trembles, arbres de la famille des peupliers.
A Trémouille on parle l'auvergnat du pays de Salers. (les autres variantes sont l'aurillacois, le mauriacois et le saint-flourain)

## Histoire
Sous l'Ancien régime, la paroisse s'appelait Trémouille-Marchal.
La commune a été unie à l'ancienne commune de Marchal de 1806 à 1828.

## Politique et administration
| Période                                  | Période  | Identité        | Étiquette | Qualité              |
| ---------------------------------------- | -------- | --------------- | --------- | -------------------- |
| avant 1981                               | ?        | Antoine Geneix  |           |                      |
| mars 2001                                | 2020     | Robert Bonhomme | LR        | Agriculteur retraité |
| 2020                                     | En cours | Joëlle Noël     | DVG       |                      |
| Les données manquantes sont à compléter. |          |                 |           |                      |

## Démographie
L'évolution du nombre d'habitants est connue à travers les recensements de la population effectués dans la commune depuis 1793. Pour les communes de moins de 10 000 habitants, une enquête de recensement portant sur toute la population est réalisée tous les cinq ans, les populations de référence des années intermédiaires étant quant à elles estimées par interpolation ou extrapolation. Pour la commune, le premier recensement exhaustif entrant dans le cadre du nouveau dispositif a été réalisé en 2007.

En 2022, la commune comptait 169 habitants, en évolution de −4,52 % par rapport à 2016 (Cantal : −1,08 %, France hors Mayotte : +2,11 %).
| 1793  | 1800  | 1806  | 1821  | 1831 | 1836 | 1841 | 1846 | 1851 |
| ----- | ----- | ----- | ----- | ---- | ---- | ---- | ---- | ---- |
| 1 319 | 1 198 | 1 369 | 1 424 | 874  | 857  | 842  | 843  | 869  |

| 1856 | 1861 | 1866 | 1872 | 1876 | 1881 | 1886 | 1891 | 1896 |
| ---- | ---- | ---- | ---- | ---- | ---- | ---- | ---- | ---- |
| 851  | 831  | 832  | 811  | 738  | 755  | 740  | 736  | 693  |

| 1901 | 1906 | 1911 | 1921 | 1926 | 1931 | 1936 | 1946 | 1954 |
| ---- | ---- | ---- | ---- | ---- | ---- | ---- | ---- | ---- |
| 709  | 702  | 730  | 615  | 628  | 610  | 592  | 522  | 504  |

| 1962 | 1968 | 1975 | 1982 | 1990 | 1999 | 2006 | 2007 | 2012 |
| ---- | ---- | ---- | ---- | ---- | ---- | ---- | ---- | ---- |
| 441  | 403  | 319  | 291  | 237  | 203  | 195  | 194  | 181  |

| 2017 | 2022 | - | - | - | - | - | - | - |
| ---- | ---- | - | - | - | - | - | - | - |
| 175  | 169  | - | - | - | - | - | - | - |

## Culture local et patrimoine

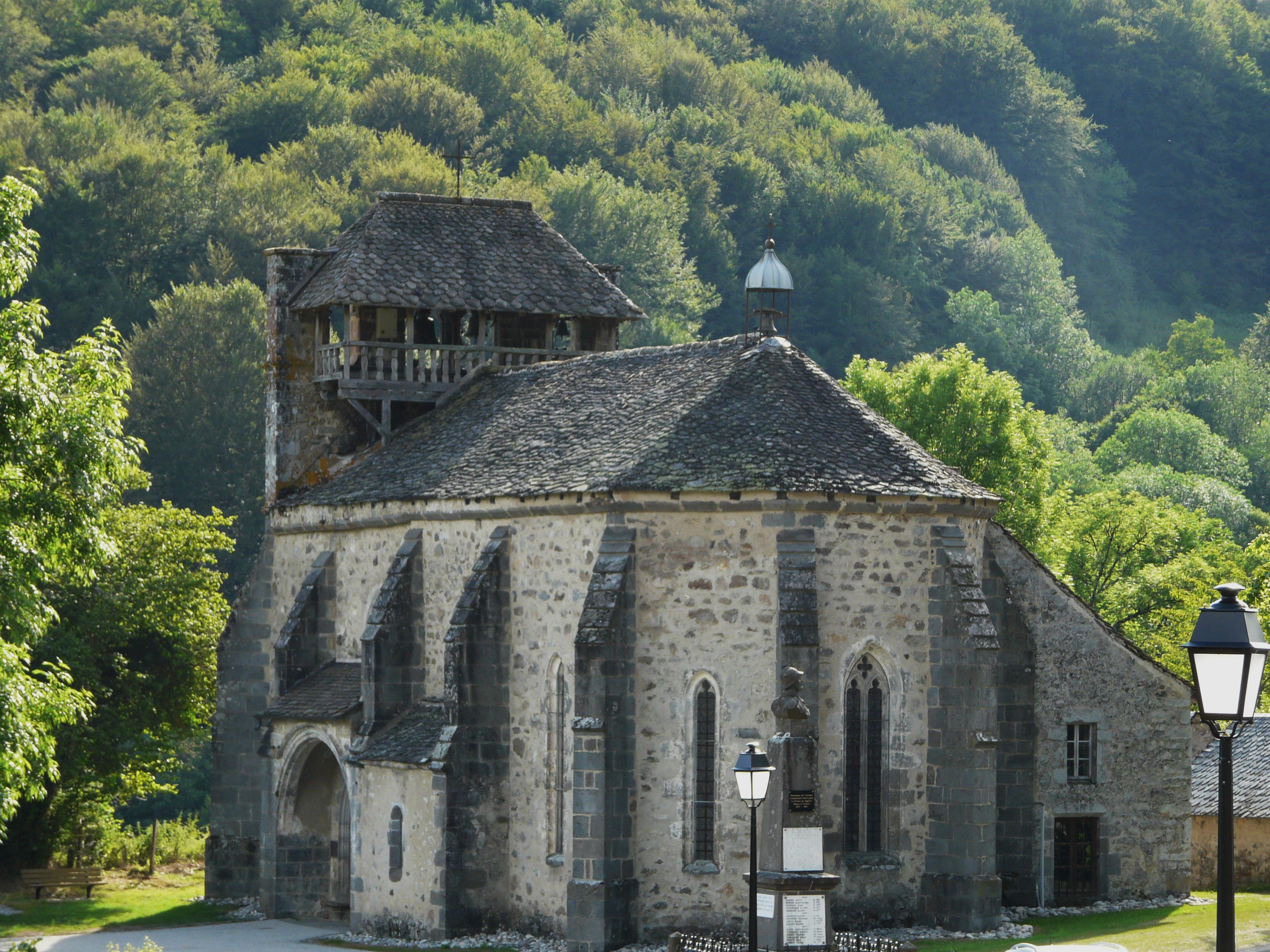
L'église Saint-Martin.

### Lieux et monuments
- L'église Saint-Martin, classée au titre des monuments historiques[18], est dotée d'un clocher à peigne, caractéristique de la Haute-Auvergne.